# المدور (قرطبة)
بلدية المُدَوَّر (قرطبة) (بالإسبانية: Almodóvar del Río)‏، هي إحدى بلديات مقاطعة قرطبة إحدى مقاطعات إسبانيا، و التي تقع في منطقة أندلسية جنوب إسبانيا. يبلغ عدد سكانها 7.682 نسمة وفقاً لإحصائية سنة (2007). استقر الناشط الإسلامي الإسباني منصور إسكوديرو في هذه البلدة في بيته دار السلام، واستضافت هذه البلدة كذلك مقر المجلس الإسلامي في إسبانيا، ومؤسسة حلال.

## أعلام
- بيبي دياث